# Jean Baptiste Meusnier
Jean Baptiste Meusnier de La Place (Tours, 1754 - † Maguncia, 1793) fue un matemático, químico, ingeniero y general francés. Participó en la Revolución francesa como general, encargado de defender las costas de Francia en 1791. Falleció en 1793, a resultas de las heridas sufridas mientras combatía contra el ejército prusiano en el Rin durante el asedio de Maguncia. Como matemático, es conocido principalmente por el teorema de Meusnier.

## Trabajos científicos y matemáticos

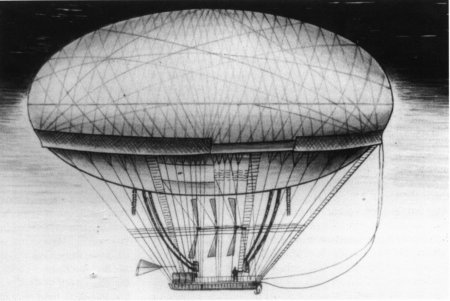
Dirigible diseñado por Meusnier

Su teorema sobre geometría diferencial, enunciado en 1776, afirma que toda curva en una superficie continua diferenciable dos veces que pase por el punto p, y tenga la misma línea tangente en p también tendrá la misma curvatura normal en p.
En su intento de obtener grandes cantidades de aire combustible (hidrógeno) para sus proyectos aerostáticos, trabajó con Lavoisier en la separación del agua en sus elementos constituyentes. También diseñó para este fin el gasómetro, usado para medir y entregar flujos constantes de los gases involucrados en sus experimentos.
Meusnier es presentado a veces como el inventor del dirigible, por un proyecto incompleto que propuso en 1784, poco después de que los hermanos Montgolfier presentaran su globo aerostático ante la Académie des Sciences. Su idea involucraba un globo elíptico de 84 metros de largo, con una capacidad de 1700 metros cúbicos, impulsado por hélices manejadas por 80 hombres. La primera aeronave exitosa fue diseñada por Henri Giffard, basado en la idea de Meusnier.

## Algunas publicaciones
- Extrait d'un mémoire où l'on prouve, par la décomposition de l'eau, que ce fluide n'est point une substance simple, et qu'il y a plusieurs moyens d'obtenir en grand l'air inflammable qui y entre comme principe constituant, lu à la rentrée publique de l'Académie des sciences, le 21 avril 1784, par M. Meusnier, en commun avec M. Lavoisier (s.d.)
- Mémoire sur l'équilibre des machines aérostatiques, sur les différens moyens de les faire monter et descendre, et spécialement sur celui d'exécuter ces manoeuvres, sans jeter de lest, et sans perdre d'air inflammable, en ménageant dans le ballon une capacité particulière, destinée à renfermer de l'air atmosphérique, présenté à l'Académie, le 3 décembre 1783, avec une addition contenant une application de cette théorie au cas particulier du ballon que MM. Robert construisent à St-Cloud et dans lequel ce moyen doit être employé pour la première fois (extracto de Journal de physique, julio de 1784)
- Rapport fait à l'Académie des sciences, le 7 septembre 1790, des moyens hydrauliques présentés par M. Detrouville, publié par les commissaires de l'Académie (con Nicolas de Condorcet, Gaspard Monge et Alexandre-Théophile Vandermonde, 1780)
- Mémoires et travaux de Meusnier relatifs à l'aérostation, Gauthier-Villars, Paris, 1910

## Fuente
- Jules Michelet. Histoire de la Révolution française